# Uromys boeadii
Uromys boeadii  (Groves & Flannery, 1994) è un roditore della famiglia dei Muridi, endemico dell'Isola di Biak, lungo le coste nord-occidentali della Nuova Guinea.

## Descrizione

### Dimensioni
Roditore di grandi dimensioni, con lunghezza della testa e del corpo di 255 mm, la lunghezza della coda di 235 mm, la lunghezza del piede di 62 mm e la lunghezza delle orecchie di 25 mm.

### Aspetto
Le parti superiori sono bruno-nerastre scure, cosparse di lunghi peli nerastri, mentre le parti ventrali sono cosparse di pochi peli brunastri, con una banda bianco crema ben distinta al centro del petto. Le vibrisse sono lunghe e nere.  Le zampe sono marroni chiare. La coda è più corta della testa e del corpo, è uniformemente nera ed è ricoperta da 7-9 anelli di scaglie per centimetro.

## Distribuzione e habitat
Questa specie è conosciuta soltanto da un giovane maschio catturato sull'isola di Biak, nella Baia di Cenderawasih, Nuova Guinea nord-occidentale. È probabilmente presente anche sulla vicina isola di Supiori.
Vive probabilmente nelle foreste tropicali umide.

## Conservazione
La IUCN Red List, considerato il declino della popolazione di circa l'80% negli ultimi 5 anni e nei prossimi 5 a causa della perdita del proprio habitat, classifica M.boeadii come specie in pericolo critico di estinzione (Critically Endangered).